# Yokote
Yokote (jap. 横手市 Yokote-shi) – miasto w północnej Japonii, na wyspie Honsiu, wchodzące w skład prefektury Akita. Ma powierzchnię 692,80 km². W 2020 r. mieszkało w nim 85 555 osób, w 31 013 gospodarstwach domowych  (w 2010 r. 98 367 osób, w 31 731 gospodarstwach domowych) .

## Historia

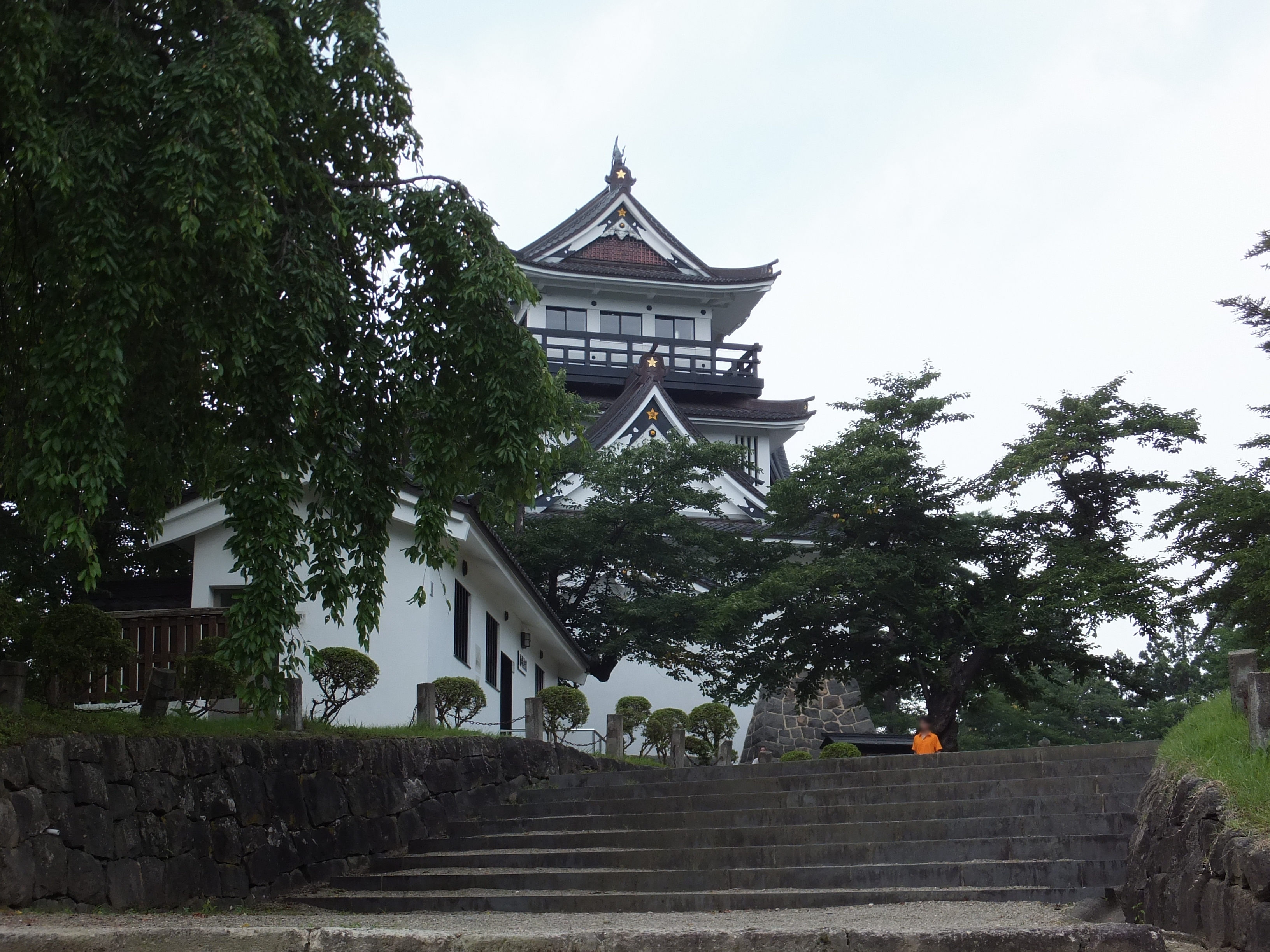
Zamek w Yokote

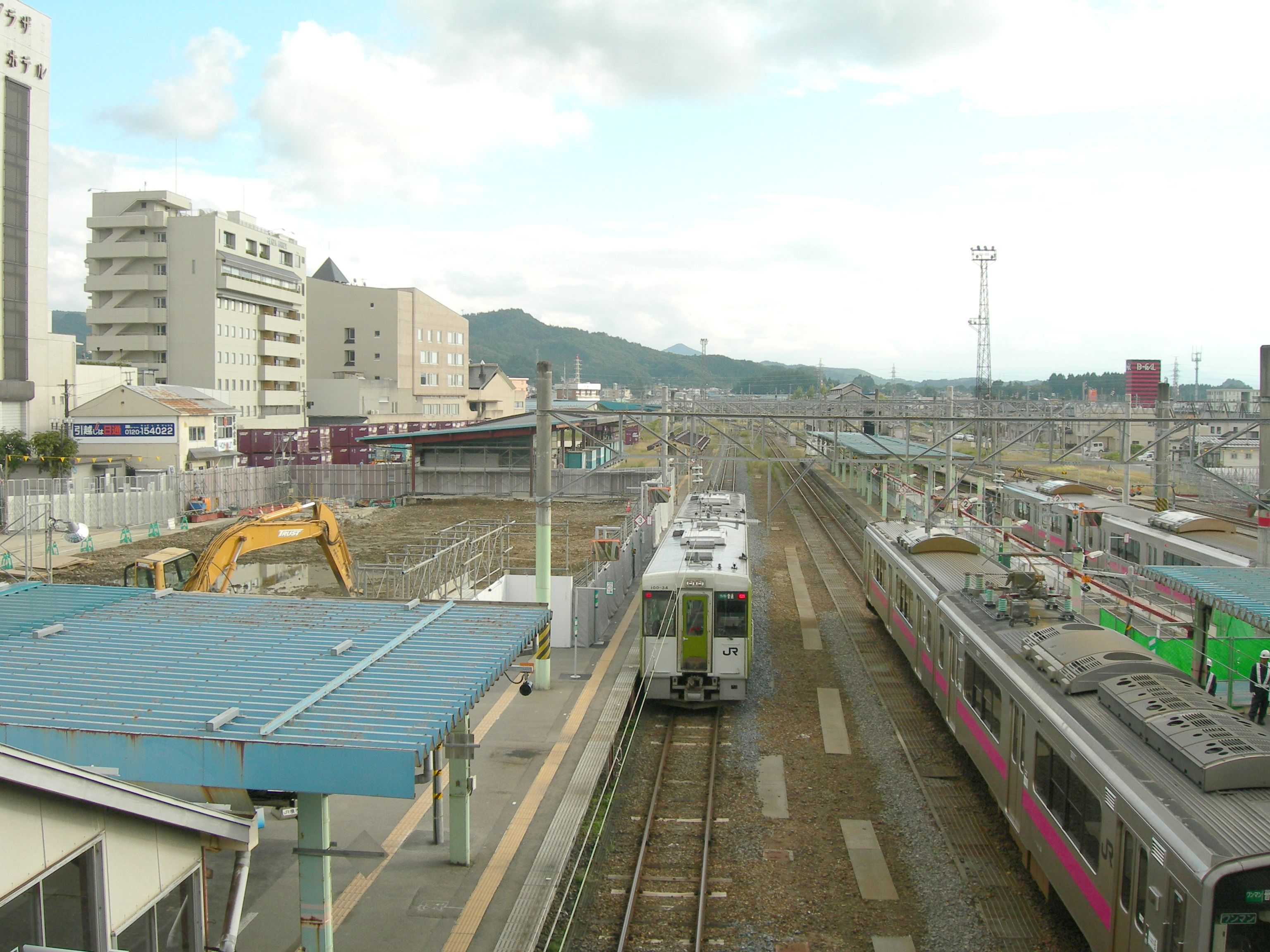
Widok z platformy na stacji Yokote

Yokote w prefekturze Akita

Miasto Yokote, w obecnym kształcie, utworzone zostało 1 października 2005 roku z połączenia miasta Yokote, miasteczek Masuda, Hiraka, Omonogawa, Ōmori i Jūmonji oraz wsi Sannai i Taiyū.
Miasto Yokote powstało 1 kwietnia 1951 roku z połączenia miasteczka Yokote z wioskami Asahi i Sakae. 1 kwietnia 1955 roku włączono do niego wsie Sakaimachi oraz Kurokawa, a 30 września 1956 roku miasteczko Kanazawa. 22 kwietnia 1956 roku część Kanazawy odłączyła się od miasta i weszła w skład Sennan. Z kolei 1 listopada 1959 roku włączono do miasta część Ōsawy.

## Geografia
Yokote znajduje się w południowo-wschodniej części prefektury, nad rzekami Omono-gawa i Yokote-gawa. Zajmuje 692,80 km² powierzchni. Drugie pod względem wielkości miasto Akity.
Przez miasto przechodzą linie kolejowe Akita Shinkansen, Ōu-honsen i Kitakami-sen, autostrada Akita Jidōsha-dō oraz drogi: Yuzawa-Yokote, 13 i 107.

## Demografia
Liczbę ludności na 2013 rok szacowano na 94 499 osób.
| 1995    | 2000    | 2005    | 2010   | 2015   | 2020   |
| ------- | ------- | ------- | ------ | ------ | ------ |
| 112 600 | 109 004 | 103 652 | 98 367 | 92 197 | 85 555 |